# Mandžurci
Mandžurci (mandžurski:  Manju; kineski 滿族 满族 Mǎnzú) su tunguski narod podrijetlom iz dijela sjeveroistočne Azije zvanog Mandžurija. Za vrijeme mandžurskog osvajanja u 17. stoljeću osvojili su Kinu, tada pod dinastijom Ming, koju su zamijenili vlastitom dinastijom Qing. Ta dinastija je vladala Kinom do tzv. Xinhai revolucije godine 1912., nakon koje je utemeljena Republika Kina. 
Mandžurci su se uglavnom asimilirali u Han Kineze, a tijekom tog procesa je došlo do značajnih kulturnih i drugih promjena u obje etničke skupine.  Danas je mandžurski jezik gotovo izumro, a njime govori samo manjih broj starijih ljudi u seoskim sredinama sjeveroistočne Kine, kao i nekoliko znanstvenika; oko 10.000 ljudi govori Sibeom (Xiboom), modernim mandžurskim dijalektom koji se govori u regiji Ili u Xinjiangu. Posljednjih nekoliko godina, međutim, ponovno se javio interes za mandžursku kulturu i među Mandžurcima i među Han Kinezima. Danas postoji veliki broj Kineza koji imaju barem nekoliko Mandžuraca među precima, ali se oni uglavnom izjašnjavaju kao Kinezi. Usvajanje preferencijalne politike prema etničkim manjima (prednost pri upisu na sveučilišta i zapošljavanju u državnim službama) je također potaklo kineske građane miješanog kinesko-mandžurskog porijekla da se izjašnjavaju kao Mandžurci.

## Podrijetlo
Mandžurci su potomci Jurčena, koji su u 12. stoljeću bili osvojili velik dio sjeveroistočne Azije i ustanovili dinastiju Jin (Zlatnu dinastiju) koja je vladala Mandžurijom i sjevernom polovicom Kine sve dok je Mongoli pod Džingis-kanom nisu osvajili i uništili. Ime Mandžurci je formalno usvojio Nurhači, poglavica Jianzhou Jurčena godine 1635., iako neki drže da je u upotrebi bilo još 1605.  Nurhači se rodio u današnjoj Sjevernoj Koreji blizu Paektu ili Changbai planina. Nurhačijev sin Hong Taiji je odlučio da će se Jurčeni ubuduće zvati Mandžurcima te je zabranio korištenje izraza Jurčen.
Mandžurski jezik pripada tunguskoj jezičnoj skupini, koja sama pripada spornoj altajskoj jezičnoj skupini (te je osnovu te hipoteze srodan korejskom, te mongolskim i turskim jezicima).
Podrijetlo i rano značenje izraza Mandžurci nije dovoljno istraženo, iako se čini da je predstavljalo stari izraz za Jianzhou Jurčene. Jedna teorija tvrdi da je naziv došao od Bodhisattve Mañjuśrīja (Bodhisattve Mudrosti), za koju je Nurhači tvrdio da je inkarnacija. Druga teorija tvrdi da su Mandžurci, kao i drugi tunguski narodi, ime preuzeli od zajedničke tunguske riječi *mangu(n), 'velika rijeka'. Prije 17. stoljeća preci Mandžuraca su uglavnom bili stočari, lovci, ribolovci uz povremeno bavljenje zemljoradnjom i svinjogojstvom.

## Mandžukuo
Godine 1931. Japanci su u Mandžuriji stvorili marionetsku državu zvanu Mandžukuo pod carem Puyiom. Međutim, u to doba u Mandžuriji su većinsko stanovništvo sačinjavali Han Kinezi, a čak i među samim Mandžurcima taj projekt nije izazvao neko veliko oduševljenje. Država je ukinuta nakon završetka drugog svjetskog rata, a teritorija je vraćena Kini.

## Vanjske poveznice
- Mandžurska etnička manjina (Kineska vladina stranica)